# Haploembia verhoeffi
Haploembia verhoeffi is een insectensoort uit de familie Oligotomidae, die tot de orde webspinners (Embioptera) behoort. De soort komt voor in Oost-Afrika.
Haploembia verhoeffi is voor het eerst wetenschappelijk beschreven door Friederichs in 1907.